# 服部正
服部 正（はっとり ただし、1908年3月17日 - 2008年8月2日）は日本の作曲家。日本におけるクラシック音楽の大衆化に努めた。
同姓の服部良一やその息子の服部克久などとの縁戚関係はない。

## 経歴・人物
東京市神田区（現在の東京都千代田区）出身。青山学院中等部を経て慶應義塾大学法学部政治学科卒業後、三井生命保険に入社したが40日で退社。学生時代にはマンドリンクラブに所属。1930年に「オルケストラ・シンフォニカ・タケヰ」主催のマンドリンオーケストラ作曲コンクールで『叙情的風景』が入選。その後、菅原明朗に師事した。
1932年、帝国音楽学校講師となる。
1933年、『管弦楽のための組曲』を山田耕筰指揮・日本交響楽団演奏にてNHKより放送。1935年には初のオペラ『雁の渡る日』をNHKより発表。
1936年、時事新報主催の音楽コンクールで三部作『旗』の一曲『西風に飜える旗』が二等入賞。同年末に青年日本交響楽団を創設し、1946年まで指揮した。
1939年、東邦音楽学校（現在の東邦音楽大学）校歌『東邦の歌』制定時、在職教員であった植村敏夫が作詞を、服部が作曲を担当した。
戦中から戦後にかけては『次郎物語』や黒澤明監督の『素晴らしき日曜日』などの映画音楽や放送音楽を担当した。
1953年、国立音楽大学教授に就任。
1955年に作曲した青少年のための国民オペラ『手古奈』が人気を博し、公式記録だけでも200回の上演記録を誇る。
ラジオ体操第1の作曲者でもある。弟子には小林亜星らがいる。
1978年、紫綬褒章を受章。1984年には勲四等旭日小綬章を受章。
2008年8月2日午前6時頃、老衰のため東京都渋谷区の自宅にて死去。100歳没。墓所は多磨霊園

## 主な作品

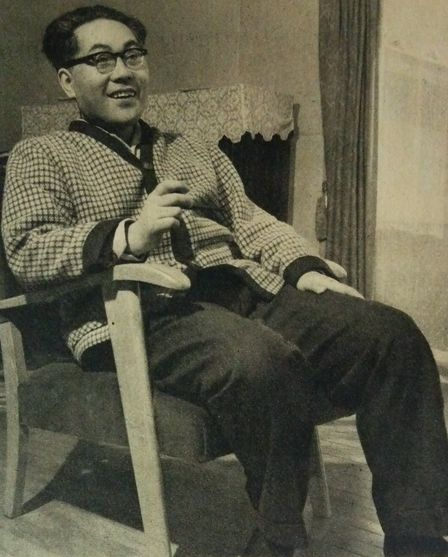
1955年

### 管弦楽
- 管弦楽のための組曲（1933年）
- 雅楽「陵王」からの編曲「陵王」（1935年以前）
- 雅楽「林歌」からの編曲「林の歌」（1935年以前）
- 西風に飜える旗（1935年）
- 松本街景色（1936年）
- 旗に寄する三部作（1936年）
- 前奏曲「迦楼羅面」（1936年）
- ディヴェルティスマン（1936年）
- 荒野乱舞（1938年）
- 日本風牧歌（1938年、JOAK委嘱による「国民詩曲」の一つとして作曲）
- 好日（1939年）
- 海の交響曲（1942年）
- 行進曲「国民進軍歌」（1943年）
- 可愛いい動物園（1943年）
- 序曲「黒潮」（1944年）
- 瀧廉太郎への追想（1944年）
- ガリヴァー旅行記（1946年）
- 南国への憧憬（1947年）
- 序曲「海戦」（1947年）
- 交響組曲「慶應義塾」（1949年）

### オペラ
- 雁の渡る日（1935年）
- 真間の手古奈（1955年）
- 桶山伏（1960年）

### オペレッタ
- 緑の帽子（1948年）
- 霊柩車（1953年）

### バレエ
- 魔笛（1936年）
- 美しき森（1939年）
- ラフィーシュ（1940年）
- 風（1941年）
- ピーター・パン（1941年）
- 紅楼の夢（1947年）
- 花園（1951年）

### 吹奏楽
- 行進曲「好日」（1941年、NHKの委嘱により「大東亜行進曲集」の1つとして作曲）
- 朝の喜び（1942年）

### 歌曲
- 甃の上（1939年）
- 野の羊（1941年）
- 星と花

### マンドリンオーケストラ
- 前奏曲（1929年）
- 舞踊詩曲「斑蝶」（1930年）
- 叙情的風景（1930年）
- 雅楽を基調とせる舞曲「迦樓羅面」（1931年）
- 軽気球（1932年）（坂井孝栄・深井史郎との共作『プロムナード』より）
- 絵本「街景色」 - 合唱付幻想曲（1933年）
- 組曲「春の歩調」（1938年）
- 組曲「次郎物語」（1941年）
- 海の組曲（1942年）
- 海の少女（1943年）
- 鵬翼讃歌（1943年）
- ねずみ天国（1948年）
- 若人の饗宴 - ブルー・レッド・アンド・ブルー（1952年）
- マンドラ・テノーレのためのラプソディー（1960年）
- アドリブの組曲（1971年）
- 組曲「若人の歌」（1971年）
- 鳥の組曲（1973年）
- 海に寄せる三楽章（1981年）
- 丘の上には鐘が鳴っていた（1981年）
- カプリッチオ（1982年）
- マンドリン・オーケストラのためのオブジェ（1983年）

#### マンドリンオーケストラ編曲
- 「荒城の月」を主題とする二つのマンドリンの為の変奏曲（1938年）
- イタリアン・ファンタジー（1965年）
- ホリデー・イン・ジャパン
- ホリデー・イン・USA
- 日本抒情歌曲集
- クリスマスソング・メドレー
- フォスター・メドレー
- ロシア民謡メドレー
- 「蝶々」を主題とする変奏曲
- 「旅愁」を主題とする変奏曲
- 「荒城の月」幻想曲

### 音楽物語（マンドリンオーケストラとナレーション、独唱・合唱など）
- ミュージカルファンタジー「人魚姫」（1955年）
- ミュージカルファンタジー「シンデレラ姫」（1956年）
- ミュージカルファンタジー「かぐや姫」（1957年）
- ミュージカルファンタジー「白雪姫」（1959年）
- 音楽物語「ギター弾きのケリブ」（1960年）
- ミュージカルファンタジー「ナイチンゲール」（1971年）
- ミュージカルファンタジー「手古奈」（1971年）

### 映画音楽
- 白蘭の歌（1939年、渡辺邦男監督）
- 次郎物語（1941年、島耕二監督）
- 虎の尾を踏む男達（1945年、黒澤明監督）
- 陽気な女（1946年、佐伯清監督）
- 人生とんぼ返り（1946年、今井正監督）
- わが青春に悔なし（1946年、黒澤明監督）
- 素晴らしき日曜日（1947年、黒澤明監督）
- 私刑 リンチ（1949年、中川信夫監督）
- 恋人（1951年、市川崑監督）
- 青い真珠（1951年、本多猪四郎監督）
- 潜水艦ろ号 未だ浮上せず（1954年、野村浩将監督）
- 青ヶ島の子供たち 女教師の記録（1955年、中川信夫監督）

### 放送音楽
- ラジオ体操テーマ音楽（NHK）
- ラジオ体操第1（2、3代目）（NHK）
- 向こう三軒両隣り（NHK）
- ヤン坊ニン坊トン坊（NHK）
- お話でてこい（NHKラジオ第2放送）
- バス通り裏（NHK）
- 自然のアルバムテーマ音楽（NHK）

### CMソング
- キンカン（金冠堂）
- パンビタンの歌（武田薬品）
- ソニー坊やの歌（ソニー）

### 教材・学校向け
- 噴水
- あかつきの海
- 朝露踏んで
- 海と空のパレード
- 海のワルツ
- 運動會
- 劇あそび こぶとりじいさん
- 行進曲 仲よし行進曲
- 五色の珠
- 自然美運動-第二 ワルツ篇
- 小学校駈足行進曲（中学年用）
- 小学校行進曲（中学年用）
- スポーツ マーチ〜オリンピック マーチ〜
- 退場行進曲「箱根八里」
- チューリップのワルツ
- 動物さんの行進（動物の行進と同曲）
- 動物の行進（動物さんの行進と同曲）
- なかよし体操
- みんなの体操（佐橋俊彦作曲のものとは別曲）
- 全日本體操聯盟制定 幼兒體操（はとぽっぽの体操と同曲）
- 幼児体操（はとぽっぽの体操）
- はとぽっぽ体操（はとぽっぽの体操と同曲）
- 花籠
- 花がさおどり
- 花のあけぼの
- 花のグループ
- 花畑の朝
- 花をたたえて
- ハンドカスタの体操
- 光の中に
- 父兄演技向（駈足行進曲）
- 緑の圓舞曲 リズム運動
- 吉野の春
- リング・リング・リング
- 開式のための前奏曲B（卒業式の音楽より）
- 卒業証書授与BG音楽A（メドレー編曲）

### 校歌
- 東邦音楽学校（作曲）
- 北海道工業大学（作詞・作曲）
- 産業能率大学（作曲）
- 東京都杉並区立高井戸第三小学校（作詞・作曲）
- 東京都板橋区立板橋第二中学校
- 慶應義塾高等学校「慶應義塾高等学校の歌」（作曲）
- 広島県廿日市市立七尾中学校
- 神奈川県立生田高等学校
- 神奈川県横浜市立日吉南小学校（作曲）
- 静岡県立掛川工業高等学校（作曲）
- 埼玉県久喜市立菖蒲南中学校（作曲）
- 埼玉県久喜市立鷲宮中学校（作曲）
- 鳥取県立鳥取西高等学校（作曲）
- 滋賀県甲賀市立信楽中学校（作曲）
- 宮城県仙台育英学園高等学校（作曲）
- 三重県津市立修成小学校
- 徳島県鳴門市立鳴門工業高等学校（作曲）
- 茨城県結城市立結城西小学校（作曲）

### その他の団体歌
- 岐阜県民の歌
- 埼玉県民歌（旧）
- 駒澤大学第一応援歌『燃えよ闘魂』1953年、作詞：吉川静夫

## 著書
- 広場で楽隊を鳴らそう（平凡社、1958年）

## 文献
- 富樫康『日本の作曲家』（音楽之友社、1956年）
- 秋山邦晴『日本の映画音楽史 I』（田畑書店、1974年）

## 教え子
- 江口浩司
- 小林亜星